# Трамвайна змова «General Motors»

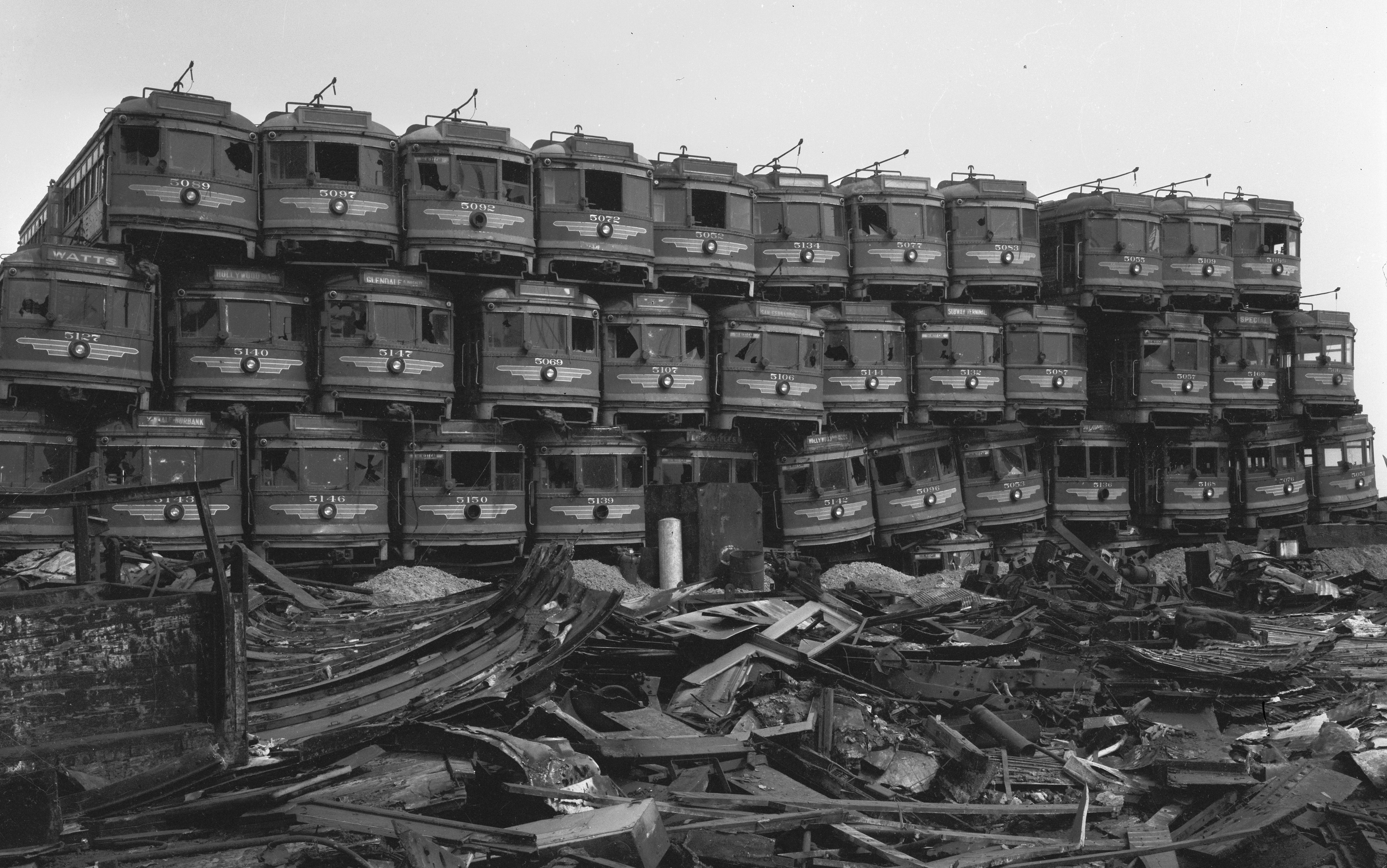
Трамваї, складені один на одного на острові Термінал в Каліфорнії, 1956 рік.

Трамвайна змова General Motors (англ. General Motors streetcar conspiracy), також відома, як Великий американський трамвайний скандал (англ. Great American Streetcar Scandal) — теорія змови, згідно з якою трамвайна мережа США була замінена автобусами в середині XX століття в результаті дій таких холдингових компаній, як National City Lines, Pacific City Lines та American City Lines. Ці компанії були засновані картелем компаній, в який, крім General Motors, ввійшли Firestone Tire, Standard Oil of California та Phillips Petroleum.
За змову з метою покупки автобусів тільки компанії General Motors, компанія General Motors була оштрафована на $ 5000, а кожний керівник — на $ 1.
«З 1945 по 1954 рік 9 млн людей переїхали жити в передмістя. Всього з 1950 по 1976 рік число американців, що живуть у великих містах, виросло на 10 млн, а в передмістях — на 85 млн. До 1976 року в передмістях мешкало більше американців, ніж у великих містах або в сільській місцевості».
2003 року автомобільні перевезення в США склали 5,4% глобального попиту на енергію.
На 2005 рік середній американець проїжджає в день на автомобілі майже вдвічі більшу відстань, ніж 1982 року.
На початку 2012 року мер Вашингтона Вінсент Грей оголосив, що 2013 року в місті з'явиться перша трамвайна лінія (трамваї працювали в столиці США до 1962 року. У той час загальна протяжність трамвайних колій у місті становила понад 320 км). Рух трамваїв був відновлений у 2016 році.

## Інші пояснення занепаду громадського транспорту
Randal O'Toole стверджує, що трамваї зникли в результаті винаходу двигунів внутрішнього згоряння та зростання кількості особистих автомобілів та автобусів. У ті часи практично кожне американський місто з населенням більше 10 тис. осіб мало принаймні одну трамвайну компанію. При цьому 95% трамвайних систем перебували в приватній власності.
Robert C. Post писав, що по країні можлива змова могла торкнутися не більш ніж 10% всіх трамвайних систем. При тому інші 90% теж позбулися трамваїв, як це сталося також в Англії та Франції.
Cliff Slater у своєму висновку з історії громадського транспорту США зазначив, що автобуси замінили б трамваї незалежно від можливої змови General Motors. Причому, швидше за все, це сталося б навіть раніше.
Хоча у великих європейських містах трамвай був частково замінений метрополітеном, в США через інтереси General Motors на зміну йому прийшли переважно автобуси. Через зростання тарифів та наступне зниження попиту громадський транспорт у багатьох містах США втратив своє колишнє значення. «Великий американський трамвайний скандал» багатьма вважається однією з причин слабкої розвиненості міського громадського транспорту в Сполучених Штатах, окрім тривалої відсутності державних інвестицій у транспортну інфраструктуру. На початку 2000-х років розпочався процес відновлення трамвайного руху в містах, де він раніше був ліквідований. Були збудовані нові лінії у Вашингтоні, Детройті та багатьох інших великих містах, планується до 2025 року будівництво трамвайної лінії у Нью-Йорку (Бруклін — Квінс).